# Cantón de Dax-Sur
El cantón de Dax-Sur era una división administrativa francesa, que estaba situada en el departamento de Landas y la región de Aquitania.

## Composición
El cantón estaba formado por once comunas más una fracción de la comuna que le daba su nombre:
- Bénesse-lès-Dax
- Candresse
- Dax (fracción)
- Heugas
- Narrosse
- Oeyreluy
- Saint-Pandelon
- Saugnac-et-Cambran
- Seyresse
- Siest
- Tercis-les-Bains
- Yzosse

## Supresión del cantón de Dax-Sur
En aplicación del Decreto n.º 2014-181 de 18 de febrero de 2014, el cantón de Dax-Sur fue suprimido el 22 de marzo de 2015 y sus 12 comunas pasaron a formar parte; diez del nuevo cantón de Dax-2 y dos al nuevo cantón de Dax-1.